# Тэзе (Сона и Луара)
Тэзе́ (фр. Taizé) — деревня во французском департаменте Сона и Луара, в Бургундии.

## Достопримечательности
В деревне находится основанная в 1940 году экуменическая община. Романская церковь XII века.